# Gebhard z Salzburga
Gebhard (ur. ok. 1010, zm. 15 czerwca 1088 w Hohenwerfen) – arcybiskup Salzburga w latach 1060-1088.

## Życiorys
Gebhard pochodził z rodziny szlacheckiej. Ojcem Gebharda był Chadold (Chadoldus), a jego matką Azala.
W dniu 4 maja 1055 roku Gebhard został wyświęcony na kapłana przez arcybiskupa Salzburga Baldwina. Gebhard został nadwornym kapelanem Henryka III. Udał się jako wysłannik cesarski do Konstantynopola. Od 13 września 1058 do 1 grudnia 1059 roku pełnił funkcję kanclerza. 30 lipca 1060 roku został wyświęcony na arcybiskupa archidiecezji salzburskiej, natomiast 22 lutego 1062 roku otrzymał paliusz od papieża Aleksandra II. Zniósł ulgi zmniejszające dziesięcinę dla Słowian oraz dokonał reorganizacji systemu parafialnego w Karyntii. Zbyt duża rozległość powierzonej mu archidiecezji skłoniła Gebharda do utworzenia (za zgodą papieża i króla) sufraganii w Gurk w 1072 roku. W 1074, dzięki zapisowi Emmy z Gurk, założył opactwo w Admont. Kazał również rozbudować twierdze Hohensalzburg, Hohenwerfen i Friesach.
Początkowo w sporze o inwestyturę stanął po stronie króla Henryka IV, jednak w późniejszym czasie poparł papieża Grzegorza VII oraz antykróla Rudolfa Szwabskiego. Gebhard nie chciał pojednać się z królem Henrykiem IV i w 1077 roku opuścił Salzburg. Kolejne dziewięć lat spędził w Szwabii i Saksonii. Gebhard próbował pozyskać biskupów dla wspierania papieża Grzegorza VII. Mógł wrócić do Salzburga dopiero w 1086 roku. Arcybiskup zmarł 15 czerwca 1088 roku w zamku Hohenwerfen. Został pochowany w opactwie Admont.
Zainicjowany w 1629 roku proces kanonizacyjny Gebharda nigdy nie został zakończony. Arcybiskup Gebhard bywa przedstawiany z jednorożcem.